# 仿擬羊魚
仿擬羊魚為輻鰭魚綱鱸形目鱸亞目鬚鯛科的其中一種，分布於印度太平洋區，包括塞席爾群島、萊恩群島、吉里巴斯、馬貴斯群島海域，棲息深度12-15公尺，體長可達30公分，棲息在礁石區。